# Змеево (Болгария)
Змеево (болг. Змеево) — село в Болгарии. Находится в Добричской области, входит в общину Балчик. Население составляет 279 человек.

## Политическая ситуация
В местном кметстве Змеево, в состав которого входит Змеево, должность кмета (старосты) исполняет Николай Иванов Йорданов (Граждане за европейское развитие Болгарии (ГЕРБ)) по результатам выборов.
Кмет (мэр) общины Балчик — Николай Добрев Ангелов (независимый) по результатам выборов.